# 叶赫城子山山城
叶赫城子山山城，位于中国吉林省四平市铁东区叶赫满族镇影视城内。2007年5月31日，公布为第六批吉林省文物保护单位，类型为古城址。该文物保护单位由四平市铁东区文管所管理。
叶赫城子山山城的历史年代为青铜。